# موتور عشاير شيرزاد 1 (أرزوئية)
موتور عشایر شیرزاد 1 (بالإنجليزية: Mowtowr-e Ashayir Shirazad 1)‏ هي منطقة سكنية تقع في إيران في Arzuiyeh Rural District. يقدر عدد سكانها بـ 195 نسمة .